# レディ・オア・ノット
『レディ・オア・ノット』（原題: Ready or Not）は、2019年に公開されたアメリカ合衆国のコメディホラー映画である。監督はマット・ベティネッリ＝オルピンとタイラー・ジレット、主演はサマラ・ウィーヴィングが務めた。
本作は日本国内で劇場公開されなかったが、2020年7月15日にウォルト・ディズニー・ジャパンよりBlu-ray+DVDセットが発売された。映倫によるレイティングは未指定だが、自主規制として「R-15相当」（15歳未満視聴不可）と表示されている。

## 概略
グレースは名家の御曹司、アレックス・ル・ドマスと結婚式を挙げ、ル・ドマス家へ嫁入りする。一族の面々はどこかエキセントリックなところが多かったが、幸せ一杯のグレースはあまり気にしなかった。
その日の夜、グレースはル・ドマス家代々の伝統に従ってゲームに参加することになり、くじ引きの結果、一同は「かくれんぼ」を行うことになった。当初、グレースは普通のかくれんぼだと思って参加したが、ル・ドマス家の人々はグレースを殺すつもりでいたのである。
本来であれば、アレックスもグレースを殺す側に回らなければならなかった。しかし、アレックスは愛する人を見捨てることができず、グレースに身の危険が迫っていることを知らせた。
生き延びるために必死で逃げ回っていたが、幾度も襲撃を受けているうちに「言いようのない怒り」が込み上げてきたグレースは、武器を手に取り、逆にル・ドマス家の人々を殺そうとする。
ル・ドマス家の人々は想定外の反撃に狼狽えたが、彼らには「どうしてもグレースを殺さなければならない理由」があったのだ。

## キャスト
※括弧内は日本語吹替声優。
- サマラ・ウィーヴィング - グレース（志田有彩）
- アダム・ブロディ - ダニエル・ル・ドマス（阪口周平）
  - エチエンヌ・ケリーチ - 子供時代のダニエル・ル・ドマス
- マーク・オブライエン - アレックス・ル・ドマス（川原元幸）
  - チェイス・チャーチル - 子供時代のアレックス
- ヘンリー・ツェーニー - トニー・ル・ドマス（飛田展男）
- アンディ・マクダウェル - ベッキー・ル・ドマス（幸田直子）
  - ケイト・ジーグラー - 若い頃のベッキー
- ニッキー・グァダーニ - ヘレン・ル・ドマス（有川知江）
  - エラナ・ダンケルマン - 若い頃のヘレン
- メラニー・スクロファーノ - エミリー・ル・ドマス
- エリス・レヴェスク - チャリティ・ル・ドマス
- クリスチャン・ブルーン - フィッチ・ブラッドリー（武田太一）
- ジョン・ラルストン - スティーヴンス
- イーサン・タヴァレス - ゲイブ
- リアム・マクドーマンド - ジョージー
- ナット・ファクソン - ジャスティン

## 製作
2017年11月30日、フォックス・サーチライト・ピクチャーズはマット・ベティネッリ＝オルピンとタイラー・ジレットが共同で監督を務める映画に出資すると報じられた。2018年8月22日、サマラ・ウィーヴィングが本作に出演することになったとの報道があった。9月20日、アンディ・マクダウェルの出演が決まった。10月、アダム・ブロディ、マーク・オブライエン、エリス・レヴェスクがキャスト入りした。
本作の主要撮影は2018年10月15日にカナダのオンタリオ州で始まり、同年11月19日に終了した。

## 公開・マーケティング
2019年6月17日、本作のオフィシャル・トレイラーが公開された。7月27日、本作はファンタジア国際映画祭でプレミア上映された。

## 興行収入
本作は『エンド・オブ・ステイツ』及び『赦しのちから』と同じ週に封切られ、公開初週末に500万ドル前後を稼ぎ出すと予想されていたが、実際の数字はそれを上回るものとなった。2019年8月21日、本作は全米2818館で公開され、公開初週末に801万ドルを稼ぎ出し、週末興行収入ランキング初登場6位となった。なお、フォックス・サーチライト・ピクチャーズがアメリカで配給した作品の中で、本作の公開規模は最大のものとなった。

## 評価
本作は批評家から絶賛されている。映画批評集積サイトのRotten Tomatoesには283件のレビューがあり、批評家支持率は88%、平均点は10点満点で7.18点となっている。サイト側による批評家の見解の要約は「見事などんでん返しのあるスマートかつダークなコメディ映画である。とても面白い仕掛けのお陰で、『レディ・オア・ノット』は多くの人々を楽しませるホラー映画に仕上がっている。」となっている。また、Metacriticには38件のレビューがあり、加重平均値は64/100となっている。なお、本作のCinemaScoreはB+となっている。